# Aéroport de Jandakot
Pour les articles homonymes, voir Jandakot.
L’aéroport de Jandakot (code IATA : JAD • code OACI : YPJT) est un aéroport situé à Jandakot et desservant la ville de Perth, capitale de l'Australie-Occidentale, en Australie. L'aéroport est le second de la ville après l'aéroport de Perth.